# NGC 7177
NGC 7177 је спирална галаксија у сазвежђу Пегаз која се налази на NGC листи објеката дубоког неба.
Деклинација објекта је + 17° 44' 14" а ректасцензија 22h 0m 41,2s. Привидна величина (магнитуда) објекта NGC 7177 износи 11,2 а фотографска магнитуда 12,0. Налази се на удаљености од 19,350 милиона парсека од Сунца. NGC 7177 је још познат и под ознакама UGC 11872, MCG 3-56-3, CGCG 451-2, PGC 67823.